# Evropski komisar za izobraževanje, kulturo, mladino in šport
Evropski komisar za izobraževanje, kulturo, mladino in šport je član Evropske komisije, pristojen za izobraževani sistem, kulturo, mlade in šport.

## Zgodovina
Komisarja Jána Figeľa je Evropski parlament leta 2004 potrdil za evropskega komisarja za izobraževanje, usposabljanje, kulturo in večjezičnost. Resor je bil v Prodijevi komisiji razširjen z dodatkom usposabljanja in večjezičnosti (generalni direktorat je še vedno le generalni direktorat za izobraževanje in kulturo). 
Ko se je Romunija 1. januarja 2007 pridružila Evropski uniji, je bila odgovornost za večjezičnost predana novemu romunskemu komisarju Leonardu Orbanu. Namesto tega portfelj zdaj vključuje tudi mlade, šport in civilno družbo. Figeľ opisuje svoj položaj, ki je zelo usmerjen k "državljanom in njihovi kakovosti življenja".
Komisija je postala vse bolj aktivna v izobraževanju. Program ERASMUS, ki je bil ustanovljen leta 1987, je program študentske izmenjave, ki spodbuja mobilnost študentov med evropskimi univerzami. Cilj bolonjskega sistema je ustvariti evropski visokošolski prostor, v katerem bi lahko bile akademske kvalifikacije priznane po vsej Evropi.
Z inavguracijo Junckerjeve komisije leta 2014 je bil portfelj ponovno preimenovan – večjezičnost je bila odstranjena v korist državljanstva: „Izobraževanje, kultura, mladi in državljanstvo“. Državljanstvo pa je kmalu nadomestil šport. Naziv od leta 2014 do 2019 je bil tako evropski komisar za izobraževanje, kulturo, mlade in šport. Leta 2024 se je položaj preimenoval za zagonska podjetja, raziskave in inovacije.

## Seznam komisarjev
| #  | Ime                                          | Država     | Mandat             | Mandat            | Predsednik komisije  |
| #  | Ime                                          | Država     | Začetek            | Konec             | Predsednik komisije  |
| -- | -------------------------------------------- | ---------- | ------------------ | ----------------- | -------------------- |
| 1. | Viviane Reding Evropska ljudska stranka      | Luksemburg | 13. september 1999 | 21. november 2004 | Romano Prodi         |
| 2. | Dalia Grybauskaitė                           | Litva      | 1. maj 2004        | 11. november 2004 | Romano Prodi         |
| 3. | Ján Figeľ Evropska ljudska stranka           | Slovaška   | 22. november 2004  | 1. oktober 2009   | Manuel Barroso       |
| 4. | Maroš Šefčovič Evropska ljudska stranka      | Slovaška   | 1. oktober 2009    | 9. februar 2009   | Manuel Barroso       |
| 5. | Androulla Vassiliou Evropska ljudska stranka | Ciper      | 9. februar 2010    | 31. oktober 2014  | Manuel Barroso       |
| 6. | Tibor Navracsics Evropska ljudska stranka    | Madžarska  | 1. november 2014   | 30. november 2019 | Jean Claude Juncker  |
| 7. | Marija Gabriel Evropska ljudska stranka      | Bolgarija  | 1. december 2019   | 15. maj 2023      | Ursula von der Leyen |
| 8. | Iliana Ivanova Evropska ljudska stranka      | Bolgarija  | 19. september 2023 | 30. november 2024 | Ursula von der Leyen |
| 9. | Ekaterina Zaharieva Evropska ljudska stranka | Bolgarija  | 1. december 2024   |                   | Ursula von der Leyen |